# Hermann Krawinkel
Hermann Krawinkel (* 16. Februar 1895 in Schalke / Westfalen; † 3. September  1975 in Montreux/Schweiz) war ein deutscher Rechtshistoriker.

## Leben
Geboren wurde er als Maximilian H. Schmitt, aufgewachsen ist er in der Welt einer großbürgerlichen Familie, in der an kulturellen und materiellen Gütern nichts fehlte, allerdings war er oft krank. Ein Jahr verbrachte er in der Public School in Clifton / Großbritannien.
Danach absolvierte er ein Studium der Rechtswissenschaft an der Universität Göttingen, welches er 1921 mit der Promotion an der Universität Göttingen abschloss (bei Julius Hatschek). Anschließend war er Volontär bei der Deutschen Bank in München. Es schloss sich eine Tätigkeit bei seinem Onkel in einer Textilfabrik in Gummersbach an. Dieser adoptierte ihn, auch um die Unternehmensnachfolge zu sichern. Die Übernahme des Unternehmens ist aber gescheitert.
Im Jahr 1936 schloss sich dann, nach der Rückkehr zur Universität, die Habilitation an der Universität Göttingen an (bei Herbert Meyer). Probevorlesungen dafür absolvierte er an der Universität Kiel, am 13. März 1938 wurde er ordentlicher Professor an der Universität Königsberg/Ostpreußen, 1943–1945 lehrte er auch an der Universität zu Köln. Im Jahr 1945 wurde er kurz durch die englischen Besatzer inhaftiert, setzte dann aber den Lehrauftrag fort. 1952 erhielt er die Berufung von der Universität Köln an die Universität Marburg. Häufige Erkrankungen machten ihm hier erneut zu schaffen. 1963 wurde er emeritiert. Danach folgte die Umsiedlung in die Schweiz in selbstgewählte Einsamkeit, wo er auch verstarb.
Fachgebiete Krawinkels waren deutsche Rechtsgeschichte und Privatrecht. Krawinkel war Musikliebhaber und fundierter Kenner des englischen Rechts.

## Schriften (Auswahl)
- Der Begriff der Prise nach englischem Seerecht. 1921 (Dissertation)
- Zur Entstehung des Lehnswesens. Weimar 1936.
- Untersuchungen zu den Anfängen des karolingischen Benefizialstaates. Weimar 1937 (Habilitationsschrift)
- Feudum, Jugend eines Wortes. Sprachstudie zur Rechtsgeschichte (= Forschungen zum deutschen Recht. Band 3, Heft 2). Weimar 1938.